# Campagnes de vols paraboliques de l'ESA
Dans le cadre de son programme de recherche en micropesanteur ELIPS: European Programme for Life and Physical Sciences in Space, l’Agence spatiale européenne (ESA) organise depuis 1984 des campagnes de vols paraboliques en avions pour des expériences de micropesanteur de courte durée, typiquement de 20 à 22 secondes. Les domaines de recherche couvert sont nombreux, aussi bien en sciences physiques (physique des fluides, combustion, sciences des matériaux…) qu’en sciences de la vie (physiologie humaine et animale, biologie, botanique…) et en applications technologiques. En 2011, l’ESA, le CNES et la DLR ont conduit conjointement une campagne de recherche en g-partiel, en pesanteur lunaire (0,16 g) et martienne (0,38 g).
En 1992, l’ESA a organisé une campagne spécifiquement dédiée aux tests d’équipements en préparation du module laboratoire Columbus. Entre 1995 et 2006, l’ESA a également organisé 9 campagnes pour étudiants invités à réaliser leurs propres expériences.
L’ESA a organisé en tout 55 campagnes de recherche en micropesanteur, une campagne en g-partiel, 9 campagnes pour étudiants, et une campagne de test d’équipements pour Columbus. Six avions ont été utilisés par l’ESA pour ces campagnes : les KC-135/930 et KC-135/931 de la NASA; l’Airbus A300 ZERO-G  du CNES et de l’ESA; la Caravelle du CNES; l’Iliouchine Il-76 MDK russe; et le Cessna Citation II néerlandais.

## Campagnes de recherche en micropesanteur de l’ESA
Les six premières campagnes de l’ESA ont eu lieu de décembre 1984 à août 1988 à bord de l'avion KC-135/930 de la NASA à Houston, Texas, États-Unis.
En 1989, l'ESA décide d'utiliser l'avion Caravelle du CNES pour conduire ses vols paraboliques en Europe. De 1989 à 1995,  l’ESA a organisé une campagne de démonstration et 17 campagnes de recherche en micropesanteur, avec la Caravelle au Centre d'essais en vol de Brétigny-sur-Orge. 

En juillet 1994, la Caravelle étant indisponible, l’ESA a organisé une campagne, de l'ESA à Berlin à bord de l'Iliouchine Il-76 MDK russe pour préparer les missions EUROMIR-94 et EUROMIR-95.  

La certification de vol de la Caravelle ayant expiré en juillet 1995, l'ESA utilise depuis 1997 l’Airbus A300 ZERO-G de l’ESA et du CNES, le plus gros avion au monde utilisé pour la recherche en micropesanteur en vols paraboliques, opéré par la société Novespace. De 1997 à fin 2011, l’ESA a organisé 32 autres campagnes de l'ESA pour la recherche scientifique en micropesanteur avec l'Airbus A300 ZERO-G à partir de l’aéroport de Bordeaux-Mérignac. 

Entre 1995 et 2001, l’ESA a organisé exceptionnellement des vols paraboliques à bord du Cessna Citation II du Laboratoire aérospatial national néerlandais NLR depuis l’aéroport de Schiphol, à Amsterdam, pour des expériences et tests d’équipements ne pouvant pas être réalisée à bord de l'Airbus A300 ZERO-G. 

Au cours de ces 55 campagnes de recherche en micropesanteur, 674 expériences ont été réalisées en sciences physiques, sciences de la vie et applications technologiques, pendant 5 191 paraboles, représentant un total de 28 h 50 min d’impesanteur par tranches d’approximativement 20 secondes, équivalent à 19,2 orbites basses autour de la Terre.
| Dates     | Campagne      | Avion                | Nbre paraboles | Nbre expériences |
| --------- | ------------- | -------------------- | -------------- | ---------------- |
| 1984-1988 | 1re- 6e       | KC-135/930           | 395            | 94               |
| 1989-1994 | Démo+7e-18e   | Caravelle            | 1094           | 119              |
| 1994      | Démo+19e      | Iliouchine Il-76 MDK | 125            | 11               |
| 1994-1995 | 20e-22e       | Caravelle            | 279            | 33               |
| 1996      | 23e           | KC-135/931           | 90             | 12               |
| 1995-2001 | Support (6 x) | Cessna Citation II   | 173            | 7                |
| 1997-2011 | 24e-55e       | Airbus A300 ZERO-G   | 3035           | 398              |
| Total     | 55 campagnes  |                      | 5191           | 674              |

## Campagne européenne de recherche en pesanteur partielle
En 2010, l’ESA, le CNES et la DLR organisent conjointement une nouvelle série de campagnes de vols paraboliques pour des expériences scientifiques en pesanteur lunaire (0.16 g) et martienne (0.38 g). La première campagne conjointe européenne de vols paraboliques à g-partiel (Joint European Partial-g Parabolic Flight, JEPPF) a lieu en juin 2011 depuis l’aéroport de Bordeaux-Mérignac, produisant des durées totales de 19 min 30 s de pesanteur martienne et 17 min 5 s de pesanteur lunaire, par tranches d’approximativement 32 et 25 secondes respectivement, pendant lesquelles 13 expériences ont été réalisées avec succès, 5 de l’ESA, 4 du CNES et 4 de la DLR.

## Campagnes d’étudiants de l’ESA
L’ESA a organisé en 1994 et 1995, et de 2000 à 2006, neuf campagnes de vols paraboliques pour des étudiants universitaires européens les invitant à soumettre des idées d’expériences et à les effectuer eux-mêmes en micropesanteur.
La première campagne de l'ESA pour étudiants est organisée par le Bureau de l’Éducation de l’ESA avec la Caravelle à partir du Centre d'essais en vol de Brétigny-sur-Orge.. La Caravelle n’étant pas disponible en 1995, la deuxième campagne d'étudiants de l'ESA est organisée à bord de l’avion KC-135/931 de la NASA, opérant pour la première fois hors des États-Unis, à la base aéronavale de Valkenburg, aux Pays-Bas. 
De 2000 à 2006, sept autres campagnes de l’ESA pour étudiants sont organisées avec l'Airbus A300 ZERO-G depuis l’aéroport de Bordeaux-Mérignac. Lors des sixième et neuvième campagnes de l’ESA pour étudiants, respectivement en 2003 et 2006, l’Airbus A300 ZERO-G fait un détour et une halte de 24 h à Bruxelles dans le cadre d’accords avec les institutions respectivement bruxelloises et belges, ces institutions ayant organisé des concours semblables pour les étudiants d’écoles secondaires bruxelloises et belges. 

Au total de ces neuf campagnes, 273 expériences ont été réalisées par des étudiants européens pendant 1201 paraboles. 

| Dates     | Campagne    | Avion              | Nbre paraboles | Nbre expériences |
| --------- | ----------- | ------------------ | -------------- | ---------------- |
| 1994      | 1re         | Caravelle          | 107            | 20               |
| 1995      | 2e          | KC-135/931         | 158            | 24               |
| 2000-2006 | 3e -9e      | Airbus A300 ZERO-G | 936            | 229              |
| Total     | 9 campagnes |                    | 1201           | 273              |

Après l'interruption en 2006 des campagnes de l'ESA pour étudiants pour des raisons programmatiques, le Bureau d'Éducation de l'ESA lance en 2009 le programme ‘Fly Your Thesis’, invitant les étudiants européens de maitrise et de doctorat à proposer des expériences dans le cadre de leurs travaux de recherche de thèse. Douze équipe d’étudiants européens ont ainsi participé par groupe de quatre équipes à trois campagnes de recherche en microgravité de l’ESA entre 2009 et 2012. Certains des étudiants ayant participé à ces campagnes sont actuellement des chercheurs et ingénieurs travaillant dans le secteur spatial.

## Résultats d’expériences
Les résultats de toutes les expériences conduites pendant ces différentes campagnes sont repris dans la banque de données ‘Archive d’Expériences Erasmus’ de l’ESA.